# Zeev Schiff
Pour les articles homonymes, voir Schiff.
Zeev Schiff (en hébreu : זאב שיף), né le 1er juillet 1932 à Lille (France) et mort à Tel-Aviv (Israël) le 19 juin 2007, est un journaliste spécialiste des questions de défense et de stratégie. Il publiait dans le journal israélien Haaretz.
Schiff a également servi comme correspondant militaire au Viêt Nam, en URSS et en Éthiopie. Il a reçu plusieurs prix comme le prix Sokolov en 1975, le prix Amos-Lev (pour les articles militaires) ainsi que le prix Sarah-Reichenstein (pour ses interviews).

## Œuvres
- Avec Yaari Ehud, Intifada, Simon & Schuster,  (ISBN 978-0671710538).
- A History of the Israeli Army, MacMillan Publishing Company, 1982.
- Israel's War with Iran. in: Foreign Affairs 85 (November-December 2006): pp. 23-31 Reprint of the article in The New York Times December 4, 2006